# Plaque des Andes du Nord
La plaque des Andes du Nord est une microplaque tectonique de la lithosphère de la planète Terre. Sa superficie est de 0,02394 stéradians. Elle est généralement associée à la plaque sud-américaine et n'est constituée que de lithosphère continentale.
Elle se situe dans le nord-ouest de l'Amérique du Sud. Elle couvre les Andes vénézuéliennes, colombiennes et équatoriennes.
La plaque des Andes du Nord est en contact avec les plaques de Nazca, sud-américaine, de Panama et caraïbe.
Ses frontières avec les autres plaques sont notamment formées de la fosse du Pérou et Chili sur la côte pacifique de l'Amérique du Sud.
Le déplacement de la plaque des Andes du Nord se fait à une vitesse de rotation de 0,7009° par million d'années selon un pôle eulérien situé à 58°66' de latitude nord et 89°00' de longitude ouest (référentiel : plaque pacifique).

## Sources
- (en) Peter Bird, An updated digital model of plate boundaries, vol. 4, Geochemistry Geophysics Geosystems, 14 mars 2003 (DOI 10.1029/2001GC000252, Bibcode 2003GGG.....4.1027B, lire en ligne)